# Парламентские выборы в Швейцарии (1866)
Парламентские выборы в Швейцарии проходили 28 октября 1866 года. Радикально-левая партия вновь осталась крупнейшей парламентской партией, получиив 53 из 128 мест Национального совета.

## Избирательная система
128 депутатов Национального совета избирались в 47 одно-и многомандатных округах. Распределение мандатов было пропорционально населению: одно место парламента на 20 тыс. граждан. 
Голосование проводилось по системе в три тура. В первом и втором туре для избрания кандидат должен был набрать абсолютное большинство голосов, в третьем туре достаточно было простого большинства. Каждый последующий тур проводился после исключения кандидата, набравшего наименьшее число голосов. В шести кантонах (Аппенцелль-Иннерроден, Аппенцелль-Аусерроден, Гларус, Нидвальден, Обвальден и Ури) члены Национального совета избирались кантональными советами.

## Результаты

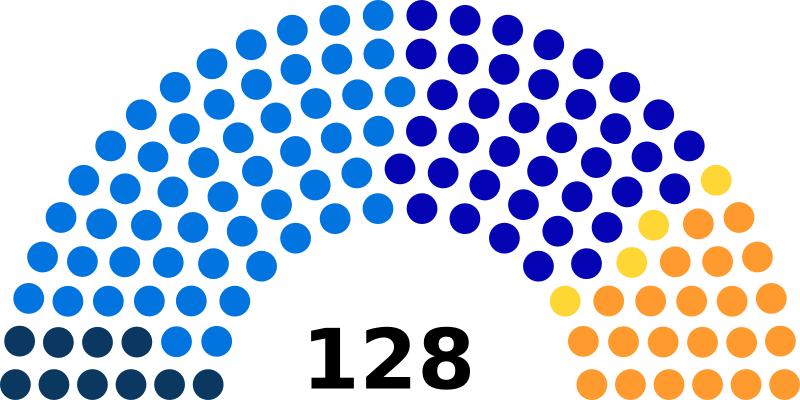
Распределение мест в Национальном совете (1866).

В кантоне Шаффхаузен с обязательным голосованием явка была наивысшей 86,3 %, а в кантоне Швиц — наименьшей 18,7 %.
|  | Партия                               | Голосов | %    | Мест | +/– |
|  | Радикально-левые                     |         | 39.6 | 53   | –6  |
|  | Либеральные центристы                |         | 28.4 | 39   | +2  |
|  | Католические правые                  |         | 17.0 | 21   | 0   |
|  | Левые демократы                      |         | 10.5 | 11   | +5  |
|  | Правые евангелисты                   |         | 2.9  | 4    | –1  |
|  | Независимые                          |         | 1.6  | 0    | 0   |
|  | Всего                                | 284 020 | 100  | 128  | 0   |
|  | Зарегистрированных избирателей/ Явка | 561 669 | 50.6 | –    | –   |
|  | Источник: BFS                        |         |      |      |     |